# Enniskillen
Enniskillen (/ˌɛnᵻsˈkɪlən/ EN-iss-KIL-ən, em irlandês:  Inis Ceithleann [ˈɪnʲɪʃ ˈcɛlʲən̪ˠ], "ilha de Ceithlenn") é a maior cidade do condado de Fermanagh, na Irlanda do Norte. Situa-se no meio do condado, entre as seções superior e inferior do Lago Erne. Sua população era de 14.086 habitantes no Censo de 2011. O Castelo de Enniskillen foi construído no século XV como uma fortaleza dos Maguires, antes de ficar sob controle inglês no início do século XVII. O castelo e a cidade foram ampliados durante a Colonização de Ulster. Foi a sede do governo local do antigo Conselho Distrital de Fermanagh e é a principal cidade de Fermanagh.

## Toponímia
O nome da cidade vem do irlandês: Inis Ceithleann. Ele se refere a Cethlenn, uma figura da mitologia irlandesa que pode ter sido uma deusa. Segundo a lenda local, Cethlenn foi ferida em uma batalha por uma flecha e tentou atravessar a nado o rio Erne, que circunda a ilha, mas nunca conseguiu chegar ao outro lado, por isso o nome da ilha foi dado em referência a ela. O nome foi anglicizado de várias maneiras ao longo dos séculos - Iniskellen, Iniskellin, Iniskillin, Iniskillen, Inishkellen, Inishkellin, Inishkillin, Inishkillen, etc.

## História
O prédio mais antigo da cidade é o Castelo de Enniskillen, construído por Hugh (Maguire), o Hospitaleiro, que faleceu em 1428. Uma estrutura de terra, o Skonce, na margem do Lough Erne, pode ser o que restou de um castelo de mota anterior. O castelo era a fortaleza do ramo júnior dos Maguires. O primeiro portão de água foi construído por volta de 1580 por Cú Chonnacht Maguire, embora o subsequente rebaixamento do nível do lago o tenha deixado sem água. A posição estratégica do castelo tornou sua conquista importante para os ingleses em 1593, para apoiar seus planos de controle de Ulster. O castelo foi sitiado três vezes em 1594-1595. Os ingleses, liderados pelo capitão Dowdall, capturaram-no em fevereiro de 1594. Em seguida, Maguire o sitiou e derrotou uma força de resgate na Batalha do Ford of the Biscuits, na ponte Drumane, no rio Arney. Embora os defensores tenham sido libertados, Maguire tomou posse do castelo de 1595 a 1598 e ele só foi finalmente capturado pelos ingleses em 1607.
Isso fez parte de uma campanha mais ampla para colocar a província de Ulster sob o controle inglês; a captura final do Castelo de Enniskillen em 1607 foi seguida pela Colonização de Ulster, durante a qual as terras dos irlandeses nativos foram confiscadas e entregues a fazendeiros leais à Coroa inglesa. Os Maguires foram substituídos por William Cole, originário de Devon, que foi nomeado por Jaime I para construir um assentamento inglês no local em 1612.
O capitão Cole foi empossado como condestável, reforçou a muralha do castelo e construiu uma "casa de feira" sobre a antiga fundação como ponto central da cidade do condado. A primeira igreja paroquial protestante foi erguida no topo da colina em 1627. Em 1630, a cidade tinha cerca de 180 habitantes, a maioria composta por colonos ingleses e escoceses. A Royal Free School of Fermanagh foi transferida para a ilha em 1643. As primeiras pontes eram pontes levadiças, as pontes permanentes não foram instaladas antes de 1688.
Em 1689, a cidade havia crescido significativamente. Durante o conflito que resultou da destituição do rei Jaime II por seu rival protestante, Guilherme III, Enniskillen e Derry foram o foco da resistência guilhermina na Irlanda, incluindo a vizinha Batalha de Newtownbutler.
Enniskillen e Derry eram as duas guarnições em Ulster que não eram totalmente leais a Jaime II, e foi a última cidade a cair antes do Cerco de Derry. Como resultado direto desse conflito, Enniskillen se desenvolveu não apenas como uma cidade comercial, mas também como uma guarnição, que se tornou o lar de dois regimentos.
O local atual da Fermanagh College (agora parte da South West College) era a antiga penitenciária de Enniskillen. Muitas pessoas foram julgadas e enforcadas na praça durante a época das execuções públicas. Parte da antiga Gaol ainda é usada pela faculdade. A Prefeitura de Enniskillen foi projetada por William Scott e concluída em 1901.

### Histórico militar
Enniskillen é o local da fundação de dois regimentos do exército britânico:
- Royal Inniskilling Fusiliers (Fuzileiros Reais de Inniskilling)

- The Inniskillings (6th Dragoons)

O nome da cidade (com a grafia arcaica) continua a fazer parte do título do The Royal Irish Regiment (27º (Inniskilling) 83º e 87º e Ulster Defence Regiment). O Castelo de Enniskillen aparece no distintivo de ambos os regimentos.

### Conflitos
Enniskillen foi o local de vários eventos durante The Troubles, sendo o mais notável o bombardeio no Remembrance Day, no qual 11 pessoas foram mortas. Bill Clinton inaugurou o Clinton Centre em 2002 no local do atentado. O Exército Republicano Irlandês Provisório reivindicou a responsabilidade pelo ataque.

### Denúncias de agressão e abuso sexual
Em 2019, pelo menos nove homens relataram à polícia e à imprensa e disseram em fóruns públicos que, nas décadas de 1980 e 1990, quando eram crianças, foram repetidamente molestados e estuprados por uma rede de pedofilia de pelo menos 20 homens na área de Enniskillen. As investigações continuam.

### Diversos
- The Enniskillen Dragoon é uma famosa canção folclórica irlandesa associada ao Inniskilling Dragoons Regiment. Tommy Makem escreveu versos adicionais e rebatizou a música de Fare Thee Well, Enniskillen;

- The Chieftains cantam uma música que menciona Enniskillen, intitulada "North Amerikay";

- Jim Kerr, do Simple Minds, ficou tão comovido com o horror do atentado a Enniskillen em 1987 que escreveu uma nova letra para a tradicional canção folclórica "She Moved Through The Fair" e o grupo a gravou com o nome de "Belfast Child". A gravação alcançou o primeiro lugar nas paradas do Reino Unido, Irlanda e vários outros países em 1989. O single foi extraído do álbum Street Fighting Years. A versão single foi lançada no EP "Ballad of the Streets". O vídeo da música foi filmado em preto e branco e mostra imagens comoventes de crianças e a destruição do bombardeio. Da mesma forma, o U2 realizou um show no mesmo dia do atentado; durante a apresentação da música "Sunday Bloody Sunday", o vocalista Bono condenou veementemente o atentado, declarando "foda-se a revolução" em seu discurso no meio da música. A filmagem foi incluída no documentário de rock do U2, Rattle and Hum;[13]

- Neil Hannon também menciona Enniskillen em sua música "Sunrise";

- Bill Fay também menciona Enniskillen em sua música In Human Hands;

- O jornal The Guardian observou que as áreas residenciais, incluindo Cooper Crescent e Chanterhill Road - subúrbios internos ao norte do centro da cidade - eram as "mais elegantes", com grande parte do conjunto habitacional localizado fora do centro da cidade;[14]

- O romance em língua irlandesa Mo Dhá Mhicí, de Séamus Mac Annaidh, se passa em Enniskillen.

## Demografia
| Identidade nacional dos residentes de Enniskillen (2021) | Identidade nacional dos residentes de Enniskillen (2021) | Identidade nacional dos residentes de Enniskillen (2021) | Identidade nacional dos residentes de Enniskillen (2021) | Identidade nacional dos residentes de Enniskillen (2021) |
| -------------------------------------------------------- | -------------------------------------------------------- | -------------------------------------------------------- | -------------------------------------------------------- | -------------------------------------------------------- |
| Nacionalidade                                            |                                                          |                                                          | Percentual                                               |                                                          |
| Irlandês                                                 | Irlandês                                                 |                                                          | 37,4%                                                    | 37,4%                                                    |
| Norte-Irlandês                                           | Norte-Irlandês                                           |                                                          | 29,6%                                                    | 29,6%                                                    |
| Britânico                                                | Britânico                                                |                                                          | 28,4%                                                    | 28,4%                                                    |

### Censo de 2021
No dia do Censo de 2021, havia 14.086 pessoas morando em Enniskillen. Dessas pessoas:
- 61,52% (8.666) pertencem ou foram educados na fé cristã católica e 29,09% (4.097) pertencem ou foram educados em várias denominações "protestantes e outros cristãos (incluindo relacionadas ao cristianismo)". 2,2% (310) pertencem a outras religiões e 7,19% (1.013) não têm formação religiosa;[18]

- 22,8% (3.212) indicaram ter uma identidade apenas britânica, 34,68% (4.885) uma identidade apenas irlandesa e 26,4% (3.179) uma identidade apenas da Irlanda do Norte (os entrevistados podiam indicar mais de uma identidade nacional).[19]

### Censo de 2011
No dia do Censo (27 de março de 2011), havia 13.823 pessoas morando em Enniskillen (5.733 domicílios), representando 0,76% do total da NI e um aumento de 1,6% em relação à população do Censo de 2001, que era de 13.599. Dessas pessoas:
- 19,76% tinham menos de 16 anos e 15,59% tinham 65 anos ou mais;

- 51,80% da população normalmente residente eram mulheres e 48,20% eram homens;

- 61,62% pertencem ou foram educados na fé cristã católica e 33,55% pertencem ou foram educados em várias denominações "protestantes e outros cristãos (incluindo relacionadas ao cristianismo)";

- 35,59% indicaram que tinham uma identidade nacional britânica, 33,77% tinham uma identidade nacional irlandesa e 30,35% tinham uma identidade nacional da Irlanda do Norte (os entrevistados podiam indicar mais de uma identidade nacional);

- 39 anos foi a idade mediana da população;

- 13,03% tinham algum conhecimento de irlandês (gaélico) e 3,65% tinham algum conhecimento do escocês de Ulster.

## Locais relevantes

### Igrejas
Há quatro igrejas no centro da cidade. São elas:
- St. Macartin's Cathedral (Igreja da Irlanda) - Essa igreja data de 1840 e foi construída no local de uma igreja anterior da colonização;[22]

- St. Michael's Church (Católica) - Essa igreja data de 1875, embora uma igreja anterior no local date de 1803;[23]

- Igreja Metodista de Enniskillen - Inaugurada em 1867, tem uma fachada palladiana;[24]

- Enniskillen Presbyterian Church (Igreja Presbiteriana de Enniskillen) - A igreja atual foi erguida em 1897, embora haja evidências de uma construção que data de 1700.[25]

Há várias outras igrejas fora do centro da cidade.

### Construções históricas
Algumas dessas construções estão fora da cidade.
- Castelo de Coole

- Colebrooke House, Brookeborough - 11 mi (17,7 km) a leste de Enniskillen, construída em 1820

- Monumento de Cole

- Castelo de Enniskillen

- Prefeitura de Enniskillen

- Tribunal de Enniskillen - construído em 1785

- Florence Court - 8 mi (12,9 km) fora de Enniskillen, século XVIII

- Castelo de Monea

- Castelo de Portora

- Museu Regimental do Regimento de Inniskilling

### Fenômenos naturais
- Cavernas de Marble Arch

- Geoparque Global das Cavernas de Marble Arch

- Penhascos de Magho

### Outros
- Teatro Ardhowen[26]

- Centro Clinton

- The Round O

- Bar de William Blake - casa pública histórica[27]

## Galeria

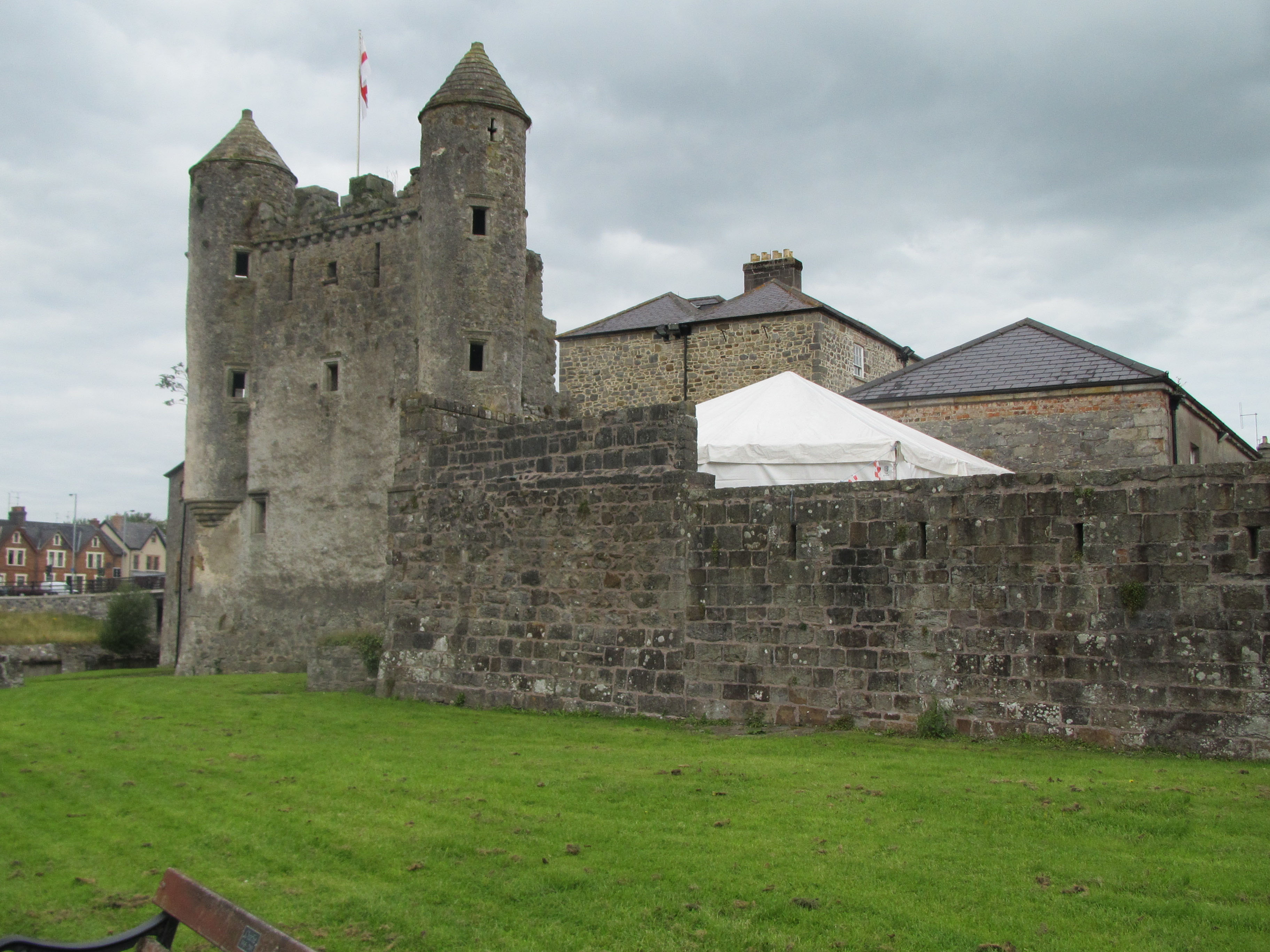
Castelo de Enniskillen
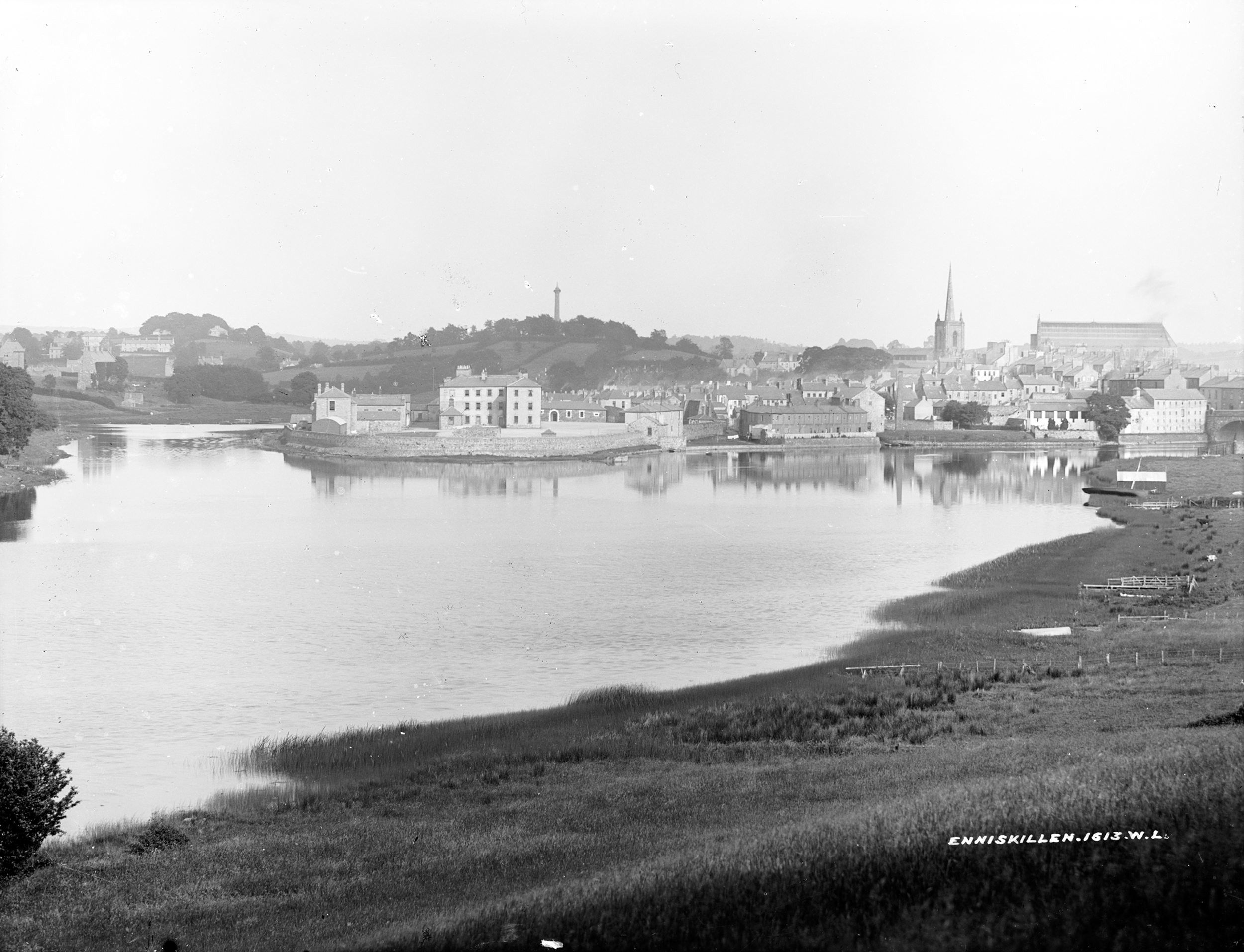
Enniskillen no final do século XIX
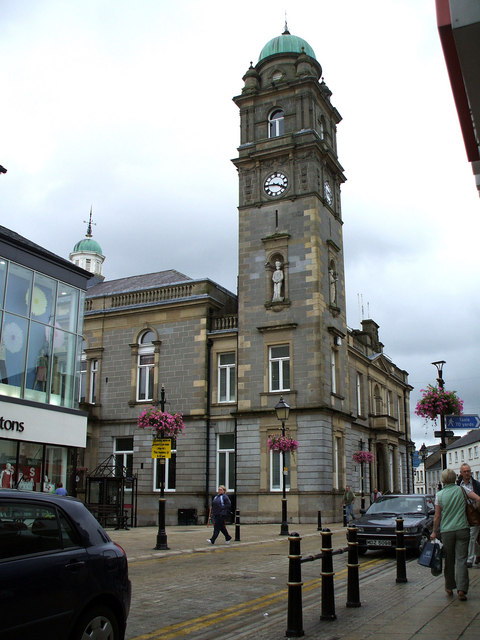
Prefeitura de Enniskillen
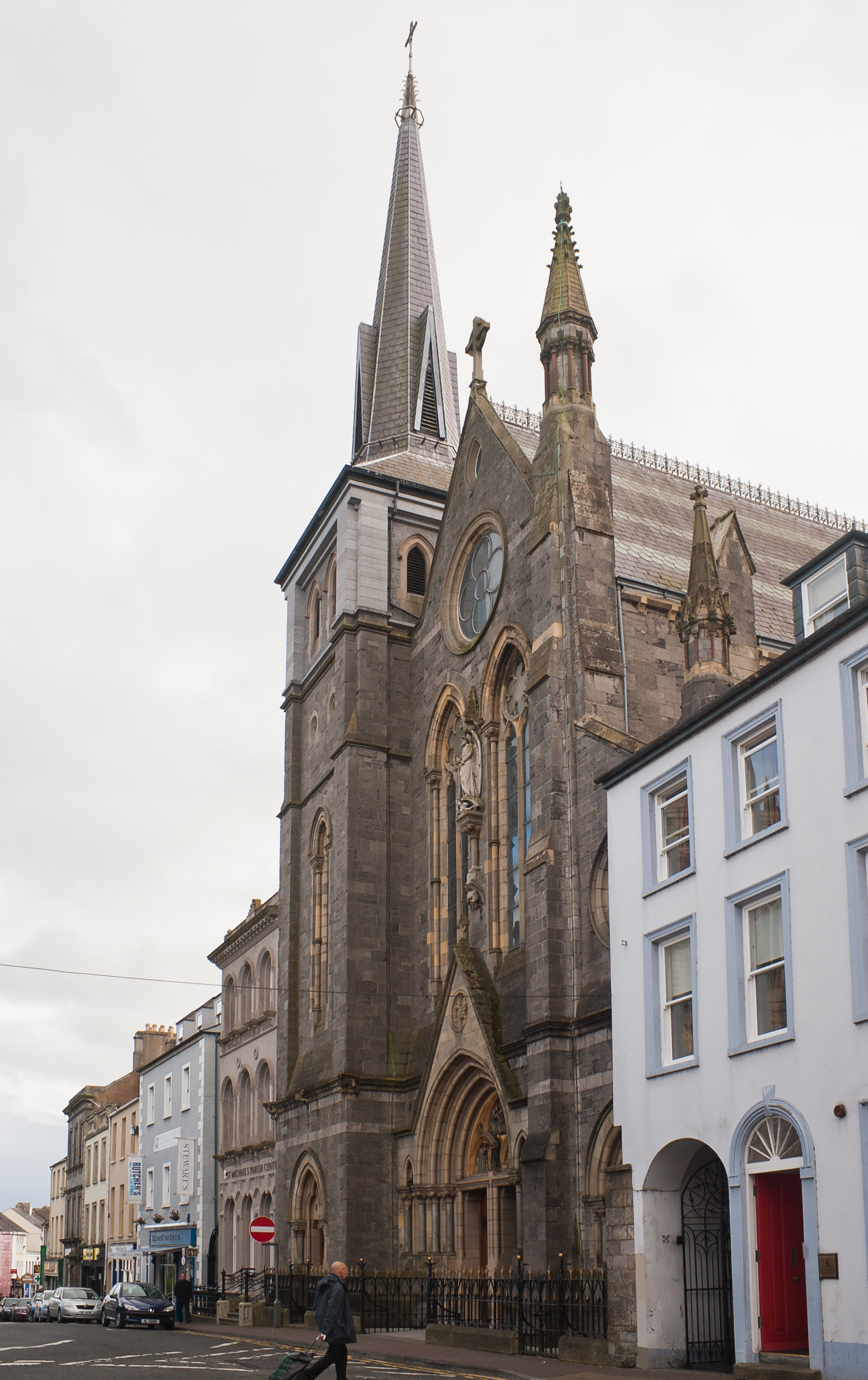
St. Michael's Church, Enniskillen
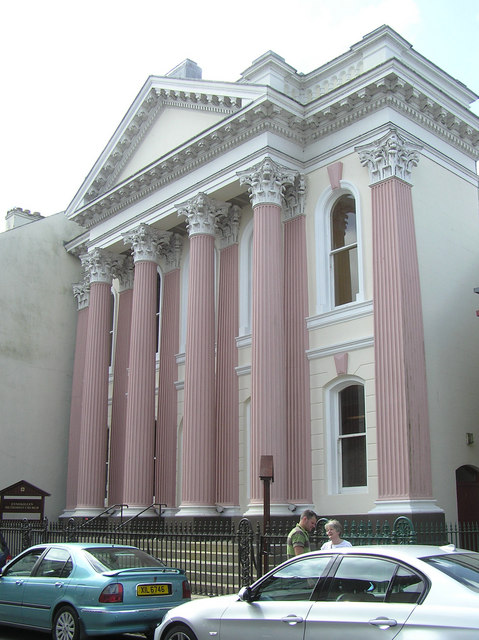
Igreja Metodista, Enniskillen
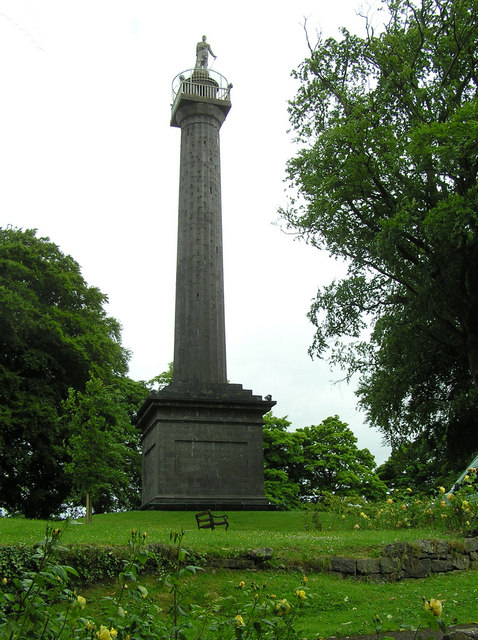
Monumento de Cole, Enniskillen
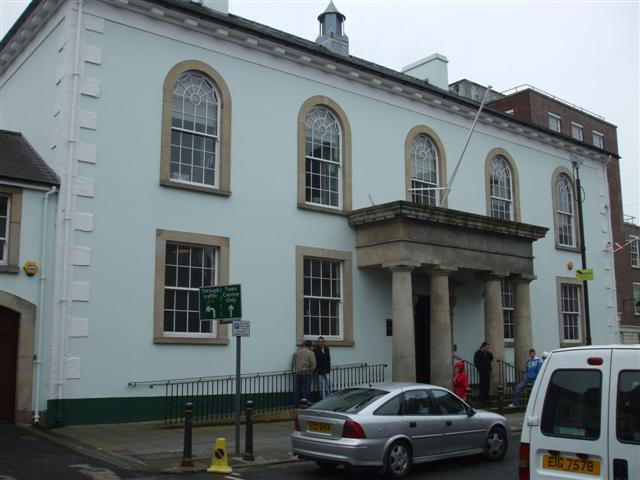
Tribunal de Enniskillen
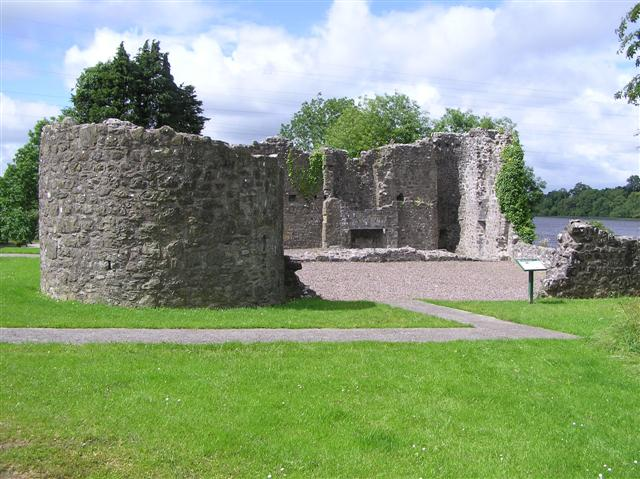
Castelo de Portora
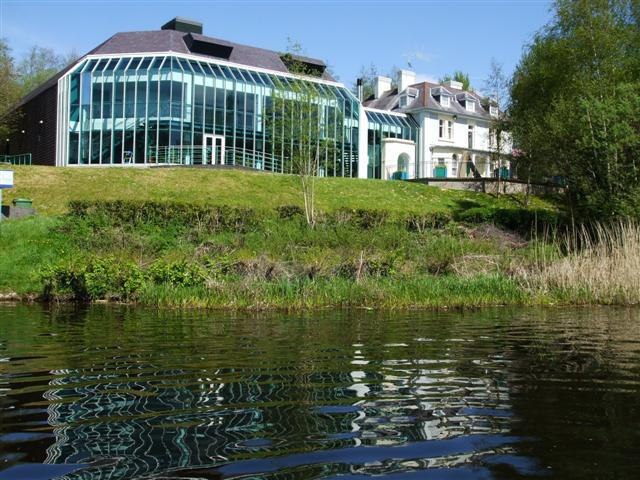
Teatro de Ardhowen, Enniskillen
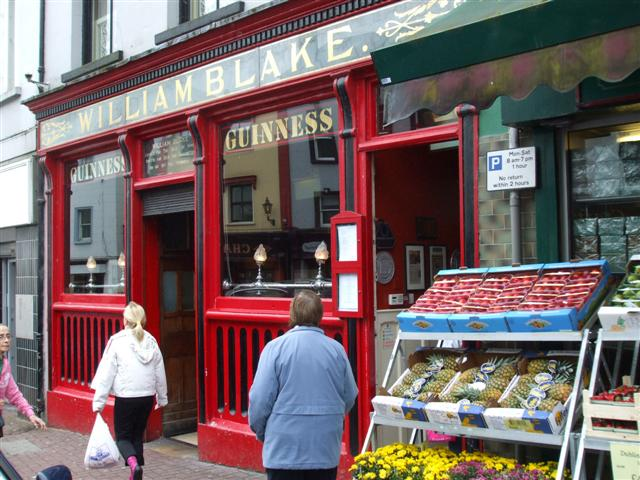
Bar de William Blake, Enniskillen

## Esportes

### Futebol
A cidade tem dois times de futebol chamados Enniskillen Rangers e Enniskillen Town United F.C.
O Enniskillen Rangers é o atual campeão da Irish Junior Cup, derrotando o Hill Street por 5 a 1 na segunda-feira, 1º de maio de 2017. A partida foi disputada no Estádio Nacional de Futebol, no Windsor Park, em Belfast. Eles jogam suas partidas em casa no Ball Range.
O Enniskillen Rangers tem vários ex-jogadores notáveis, incluindo Sandy Fulton e Jim Cleary.
O Enniskillen Town United F.C. joga atualmente na primeira divisão da Fermanagh & Western. Seu ex-jogador mais notável é Michael McGovern, que atualmente joga no Norwich City F.C. No momento, o Enniskillen Town joga suas partidas em casa nos campos do The Lakeland Forum, em Enniskillen.

### Rúgbi
O Enniskillen Rugby Football Club foi fundado em 1925 e joga suas partidas em casa, em Mullaghmeen. Atualmente, o clube tem 4 equipes masculinas seniores, uma equipe feminina sênior, várias equipes juvenis masculinas e femininas, uma vibrante seção mini e uma equipe de tag para deficientes chamada The Enniskillen Elks. O Enniskillen XV venceu a Ulster Towns Cup na temporada 2018/19, derrotando o Ballyclare por 19 a 0. Atualmente, a equipe joga na Divisão 1 do Kukri Ulster Rugby Championship.
O clube de rúgbi foi formado em 28 de agosto de 1925, quando 37 pessoas participaram de uma reunião na prefeitura de Enniskillen. O nome Enniskillen Rugby Club foi acordado e o clube adotou as regras do Dublin University Football Club. A primeira partida foi disputada em 30 de setembro de 1925 contra o Ballyshannon, no condado de Donegal.

### Jogos gaélicos
O Enniskillen Gaels é um clube da Associação Atlética Gaélica fundado em 1927. Sua sede fica em Brewster Park, Enniskillen. O clube teve sucesso tanto no futebol gaélico quanto no hurling, vencendo competições municipais e provinciais.

## Eventos internacionais
Enniskillen foi o local da 39ª cúpula do G8, realizada em 17 e 18 de junho de 2013. Ela foi realizada no Lough Erne Resort, um hotel cinco estrelas e resort de golfe às margens do Lough Erne. O encontro foi a maior reunião diplomática internacional já realizada na Irlanda do Norte. Entre os líderes do G8 que compareceram estavam o primeiro-ministro britânico David Cameron, o presidente dos Estados Unidos, Barack Obama, a chanceler alemã, Angela Merkel, e o presidente russo, Vladimir Putin.
No passado, Enniskillen sediou uma série de eventos internacionais, principalmente etapas da Copa do Mundo de Esqui Aquático, anualmente de 2005 a 2007 no Broadmeadow. Apesar do sucesso, Enniskillen não foi escolhida como parada da Copa do Mundo de 2008.
Em janeiro de 2009, Enniskillen sediou a cerimônia de início do Rali da Irlanda de 2009, a primeira etapa do calendário de 2009 do Campeonato Mundial de Rali WRC FIA.
Enniskillen tem sediado o festival de artes Happy Days desde 2012, que celebra "o trabalho e a influência do escritor ganhador do Prêmio Nobel Samuel Beckett" e é o "primeiro festival anual, internacional e multiartístico a ser realizado na Irlanda do Norte desde o lançamento do Ulster Bank Belfast Festival no Queen's em 1962".

## Nativos e residentes de destaque

### Arte e mídia
- Samuel Beckett, dramaturgo, educado na Portora Royal School;[36]

- Nathan Carter, cantor;[37]

- Charles Duff, autor irlandês de livros sobre aprendizado de idiomas e outros assuntos;[38]

- Adrian Dunbar, ator, nascido e criado em Enniskillen;[39]

- Nial Fulton, produtor de cinema e televisão, educado na Portora Royal School;[40]

- Neil Hannon, vocalista/compositor da banda pop The Divine Comedy, educado na Portora Royal School;[41]

- Charles Lawson, mais conhecido por interpretar Jim McDonald em Coronation Street;[42]

- Lisa McHugh, cantora de música country nascida em Glasgow, Escócia, mudou-se para Enniskillen quando adulta;[37]

- Fearghal McKinney, jornalista, ex-radialista da UTV e membro da Assembleia da Irlanda do Norte;[43]

- Nigel McLoughlin, poeta, editor da revista de poesia Iota e professor de Criatividade e Poética da Universidade de Gloucestershire;[44]

- Ciarán McMenamin, ator de televisão e autor;[45]

- Frank Ormsby, poeta;[46]

- David Robinson, fotógrafo e editor, educado na Portora Royal School;[47]

- William Scott, artista;[48]

- Mick Softley, cantor e compositor de Bob Dylan e Donovan, morava na cidade na época de sua morte;[49]

- Joan Trimble, pianista e compositora;[50]

- Oscar Wilde, satírico e dramaturgo, educado na Portora Royal School;[36]

- Ron Wilson, âncora de notícias da Network Ten na Austrália.[51]

### Negócios
- James Gamble, cofundador da Procter & Gamble, formado em Portora Royal School.[52]

### Medicina e ciência
- Denis Burkitt, FRS, cirurgião e epidemiologista.[53]

### Militar
- Eric Bell, condecorado com a Cruz Vitória;[54]

- Henry Hartigan, condecorado com a Cruz Vitória;[55]

- James McGuire, condecorado com a Cruz Vitória;[56]

- George Nurse, condecorado com a Cruz Vitória.[57]

### Política
- Gerald Grosvenor, 6.º Duque de Westminster, criado na propriedade da família em Ely Lodge;[58]

- Gordon Wilson, Senador irlandês e defensor da paz, morava em Cooper Crescent.[59]

### Religião
- Edward Cooney, evangelista e líder inicial dos Cooneyites e Two by Twos, com formação em Portora Royal School;[60]

- Edward Kernan, um bispo Católico-Romano;[61]

- Henry Francis Lyte, compositor de hinos, principalmente de "Abide with Me", formado em Portora Royal School[62]

- John McElroy (1782–1877), Padre jesuíta, fundador da Boston College[63]

### Esportes
- Declan Burns, atleta irlandês de caiaque, três vezes representante olímpico da Irlanda e ex-campeão do World Superstars[64]

- Roy Carroll, goleiro que joga no Dungannon Swifts F.C. e que foi convocado pela Irlanda do Norte;[65]

- Timothy Cathcart, piloto de rali;

- Harry Chatton, jogador de futebol, das décadas de 1920 e 1930, foi um jogador internacional duplo para as equipes internacionais irlandesas da IFA e da FAI;[66]

- Jim Cleary, antigo jogador do Glentoran e membro do time norte-irlandês na Copa do Mundo de 1982;[carece de fontes?]

- William Emerson, jogador de futebol que ganhou 11 partidas pela Irlanda entre 1919 e 1923;[67]

- Gordon Ferris, ex-pugilista peso-pesado da Irlanda do Norte que foi campeão irlandês e britânico no início da década de 1980;[68]

- Frank Hoy, lutador profissional, nasceu na cidade;[69]

- Robert Kerr, medalha de ouro olímpica nos 100m nas Olimpíadas de1908 pelo Canadá;[70]

- Kyle Lafferty, atacante, jogador de futebol profissional do Anorthosis Famagusta FC e da seleção da Irlanda do Norte;[71]

- Andrew Little, ex-jogador de futebol profissional e jogador da seleção da Irlanda do Norte, estudou na Portora Royal School;[72]

- Michael McGovern, goleiro da seleção da Irlanda do Norte, atualmente no Norwich City F.C.;[73]

- Gavin Noble, triatleta internacional irlandês, formado em Portora Royal School;[74]

- Dick Rowley,jogador de futebol que ganhou seis partidas pela Irlanda entre 1929 e 1931.[75]

## Educação

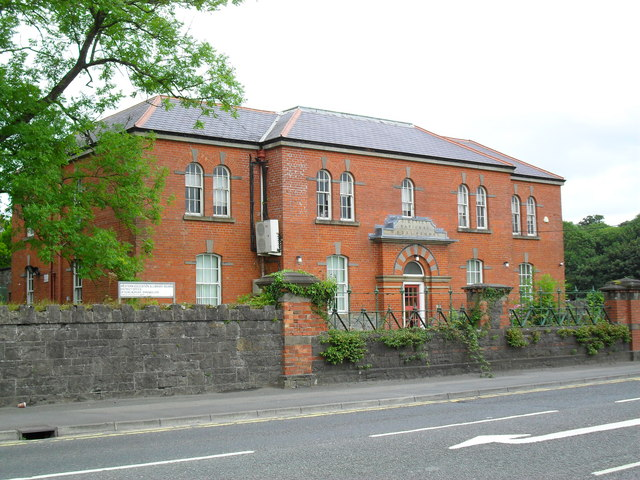
A antiga Enniskillen Model School, agora usada como escritório em Fermanagh do Conselho de Educação e Biblioteca do Oeste (WELB)

Há várias escolas e faculdades na área de Enniskillen e arredores, desde o nível primário até o secundário, incluindo algumas faculdades de ensino superior, como a faculdade técnica.

### Nível primário
- Enniskillen Integrated Primary school

- Model primary school

- Holy Trinity Primary School

- Jones Memorial Primary School

- Mullnaskea Primary School

### Nível secundário
- Erne Integrated College

- Devenish College

- Enniskillen Royal Grammar School

- Mount Lourdes Enniskillen, escola de gramática para meninas do convento

- St Michael's College, escola de gramática para meninos

- St Fanchea's College

- St Joseph's College

### Faculdades
- Campus de Enniskillen da College of Agriculture, Food and Rural Enterprise (CAFRE)

- Campus de Enniskillen da South West College

## Transporte

### Ferroviário – histórico
As linhas ferroviárias da estação ferroviária de Enniskillen ligavam a cidade a Derry desde 1854, Dundalk desde 1861, Bundoran desde 1868 e Sligo desde 1882. Em 1883, a Great Northern Railway (Irlanda) assumiu todas as linhas, exceto a Ferrovia Sligo, Leitrim e Condados do Norte, que permaneceu independente durante toda a sua existência. Em outubro de 1957, o governo da Irlanda do Norte fechou a linha da GNR, o que impossibilitou a continuidade da SL&NCR e a forçou a fechar também.

### Ferroviário – atual
A estação ferroviária mais próxima de Enniskillen é a estação de Sligo, que é servida por vários trens para Dublin Connolly e é operada pela Iarnród Éireann. A ferrovia Dublin-Sligo tem um serviço de duas horas por dia operado pela Iarnród Éireann. Um ônibus de conexão de Sligo via Manorhamilton para Enniskillen é operado pela Bus Éireann.

### Ônibus
O serviço de ônibus para Enniskillen é fornecido pela Ulsterbus e pela Bus Éireann, a partir da estação rodoviária de Enniskillen. Os ônibus de número 261, 261b e X261 Goldline vão de Belfast a Enniskillen. A Rota 30 da Bus Éireann vai de Donegal ao Aeroporto de Dublin/Cidade de Dublin via Enniskillen.

### Aéreo
Enniskillen tem um aeroporto da época da Segunda Guerra Mundial, o Aeroporto de Enniskillen/St Angelo. O aeroporto tinha voos regulares no passado, mas agora atende principalmente ao tráfego privado.

### Rodoviário
A cidade fica na principal rota A4/N16, que liga Belfast a Sligo, e na principal rota de Dublin a Ballyshannon, a N3/A46/A509.

## Geminação
Enniskillen foi originalmente geminada com Brackwede - um subúrbio de Bielefeld - onde os Inniskilling Dragoon Guards estavam posicionados no final da década de 1950, quando a geminação foi iniciada. No entanto, este subúrbio foi incorporado a Stadt Bielefeld em 1973, a cidade com a qual Enniskillen agora está oficialmente geminada.
Embora os acordos de geminação ainda estejam operacionais, em uma reunião do Comitê de Regeneração e Comunidade, em fevereiro de 2018, foi acordado que os acordos de geminação seriam formalmente encerrados no final do mandato do Conselho em junho de 2018. No entanto, o Conselho Distrital de Fermanagh e Omagh ainda tem planos de enviar representantes a Brackwede para as comemorações do 60º aniversário da geminação. Portanto, o futuro da geminação não está claro.

## Clima
Enniskillen tem um clima oceânico com uma faixa estreita de temperaturas e chuvas. A estação meteorológica oficial mais próxima do Met Office para a qual há registros on-line disponíveis é a Lough Navar Forest, a cerca de 14 km noroeste de Enniskillen. Mais recentemente, também foram coletados dados do Aeroporto de Enniskillen/St Angelo, a menos de 6 km ao norte do centro da cidade, o que, com o tempo, deverá fornecer uma representação mais precisa do clima da área de Enniskillen.
A temperatura máxima absoluta é de 29,8 °C, registrada em julho de 2006. Em um ano "médio", o dia mais quente é 25,5 °C e apenas 2,4 dias por ano devem chegar a 25,1 °C ou mais. A respectiva máxima absoluta para St Angelo é de 29,4 °C.
A temperatura mínima absoluta é de -12,9 °C, registrada em janeiro de 1984. Em um ano "médio", a noite mais fria deve cair para -8,2 °C. Lough Navar é um local gelado, com cerca de 76 geadas atmosféricas registradas em um ano típico. É provável que o centro da cidade de Enniskillen seja significativamente menos gelado do que isso. A mínima absoluta em St Angelo é de -14,5 °C, registrada durante o mês recorde de frio de dezembro de 2010.
O mês mais quente registrado em St Angelo foi agosto de 1995, com uma temperatura média de 18,8 °C (média máxima de 23,3 °C, média mínima de 12,9 °C), enquanto o mês mais frio foi dezembro de 2010, com uma temperatura média de -1,8 °C (média máxima de 2,9 °C, média mínima de -5,9 °C).
A precipitação é alta, com média de mais de 1.500 mm. 212 dias do ano registram pelo menos 1 mm de precipitação, variando de 15 dias em abril, maio e junho a 20 dias em outubro, novembro, dezembro, janeiro e março.

O subtipo de classificação climática de Köppen para esse clima é "Cfb" (Clima da costa oeste marinha/Clima oceânico).
| Dados climáticos para Lough Navar Forest 126m asl 1971-2000, extremos 1960- (estação meteorológica 14 km a noroeste de Enniskillen) | Dados climáticos para Lough Navar Forest 126m asl 1971-2000, extremos 1960- (estação meteorológica 14 km a noroeste de Enniskillen) | Dados climáticos para Lough Navar Forest 126m asl 1971-2000, extremos 1960- (estação meteorológica 14 km a noroeste de Enniskillen) | Dados climáticos para Lough Navar Forest 126m asl 1971-2000, extremos 1960- (estação meteorológica 14 km a noroeste de Enniskillen) | Dados climáticos para Lough Navar Forest 126m asl 1971-2000, extremos 1960- (estação meteorológica 14 km a noroeste de Enniskillen) | Dados climáticos para Lough Navar Forest 126m asl 1971-2000, extremos 1960- (estação meteorológica 14 km a noroeste de Enniskillen) | Dados climáticos para Lough Navar Forest 126m asl 1971-2000, extremos 1960- (estação meteorológica 14 km a noroeste de Enniskillen) | Dados climáticos para Lough Navar Forest 126m asl 1971-2000, extremos 1960- (estação meteorológica 14 km a noroeste de Enniskillen) | Dados climáticos para Lough Navar Forest 126m asl 1971-2000, extremos 1960- (estação meteorológica 14 km a noroeste de Enniskillen) | Dados climáticos para Lough Navar Forest 126m asl 1971-2000, extremos 1960- (estação meteorológica 14 km a noroeste de Enniskillen) | Dados climáticos para Lough Navar Forest 126m asl 1971-2000, extremos 1960- (estação meteorológica 14 km a noroeste de Enniskillen) | Dados climáticos para Lough Navar Forest 126m asl 1971-2000, extremos 1960- (estação meteorológica 14 km a noroeste de Enniskillen) | Dados climáticos para Lough Navar Forest 126m asl 1971-2000, extremos 1960- (estação meteorológica 14 km a noroeste de Enniskillen) | Dados climáticos para Lough Navar Forest 126m asl 1971-2000, extremos 1960- (estação meteorológica 14 km a noroeste de Enniskillen) |
| Mês | Jan | Fev | Mar | Abr | Mai | Jun | Jul | Ago | Set | Out | Nov | Dez | Ano |
| --- | --- | --- | --- | --- | --- | --- | --- | --- | --- | --- | --- | --- | --- |
| Recorde alta °C (°F) | 13.0 (55.4) | 15.4 (59.7) | 20.0 (68) | 23.2 (73.8) | 26.1 (79) | 28.8 (83.8) | 29.8 (85.6) | 28.0 (82.4) | 23.2 (73.8) | 19.5 (67.1) | 16.8 (62.2) | 13.8 (56.8) | 29.8 (85.6) |
| Média alta °C (°F) | 6.4 (43.5) | 7.0 (44.6) | 8.9 (48) | 11.5 (52.7) | 14.5 (58.1) | 16.6 (61.9) | 18.3 (64.9) | 18.1 (64.6) | 15.6 (60.1) | 12.2 (54) | 8.8 (47.8) | 7.0 (44.6) | 12.08 (53.73) |
| Média baixa °C (°F) | 0.3 (32.5) | 0.5 (32.9) | 1.4 (34.5) | 2.2 (36) | 4.3 (39.7) | 7.4 (45.3) | 9.7 (49.5) | 9.2 (48.6) | 7.1 (44.8) | 5.1 (41.2) | 2.1 (35.8) | 1.2 (34.2) | 4.21 (39.58) |
| Recorde baixa °C (°F) | −12.9 (8.8) | −10.5 (13.1) | −11.6 (11.1) | −7.3 (18.9) | −4.4 (24.1) | −2.4 (27.7) | 1.0 (33.8) | 0.2 (32.4) | −2.6 (27.3) | −7.2 (19) | −8.4 (16.9) | −12.8 (9) | −12.9 (8.8) |
| Média precipitação mm (pol.) | 163.38 (6.4323) | 123.19 (4.85) | 136.81 (5.3862) | 93.85 (3.6949) | 87.4 (3.441) | 93.39 (3.6768) | 101.37 (3.9909) | 117.45 (4.624) | 123.94 (4.8795) | 155.7 (6.13) | 157.26 (6.1913) | 169.1 (6.657) | 1 522,84 (59,9539) |
| Source #1: YR.NO | | | | | | | | | | | | | |
| Source #2: Royal Netherlands Meteorological Institute                                                                               | | | | | | | | | | | | | |